# Ангра до Ероизмо
Ангра до Ероизмо (порт. Angra do Heroísmo), или Ангра Ду Ероишму, је значајан град у Португалији, смештен у оквиру аутономне покрајине Азорска острва. Град је некадашње седиште и други по величини град дате покрајине, где чини једну од општина на острву Теркеира.
Ангра до Ероизмо је чувена по свом старом градском језгру, које је стављено 1983. године под заштиту Унеска као светска баштина.

## Природни услови
Град Ангра до Ероизмо се налази на Азорским острвима, у средишњем делу Атлантског океана. Од главног града Лисабона град је удаљен око 1.700 километара западно.
Рељеф: Ангра до Ероизмо је смештена на острву Теркеира, које је највеће у средишњој скупини Азора. Острво је питомо, са благом климом и повољним рељефом, па је погодно за живот. Град се сместио на јужној обали средишњег дела острва, око најбоље природне луке на острву.
Клима: Клима у Ангри до Ероизмо је изразита средоземна.
Воде: Град Ангра до Ероизмо се развио ка прекоморска лука на Атлантском океану. Острвски водотоци су мање значајни.

## Историја
Подручје Ангре до Ероизмо насељено је око 1440. године. Насеље је убрзо постало водеће на острвљу и средиште управе и трговине. Међутим, 1546. године јак земљотрес разорио је град, па је седиште острва пресељено у Понта Делгаду на острву Сан Мигел. После тога град је пао у стагнацију, па се потом полако почео развијати. Овоме је највише допринело то што су острво и град често служили за место за изгнанство непожељних чланова португалске краљевске породице.
Мирна историја и удаљеност од важнијих токова развоја омогућили су да се старо језгро града потпуно очува до савременог доба. Међутим, 1980. године десио се нови земљотрес на острву, који је тешко оштетио старо језгро Ангре до Ероизмо, после чега је дошло до обнове и општег унапређења стања, а све је окончано тиме што је старо градско језгро Ангре до Ероизмо 1983. године стављено под заштиту УНЕСКО-а као светска баштина.

## Становништво
По последњих проценама из 2011. године општина Ангра до Ероизмо има око 35 хиљада становника, од чега око 21 хиљада живи на градском подручју. 
Последњих деценија број становника у граду стагнира.

## Збирка слика
- Поглед на град
- Градско приобаље
- Градска Саборна Црква
- Градско позориште